# طوبی (شهر)
طوبی یک منطقهٔ مسکونی در سنگال است که در استان امبکه واقع شده‌است و پس از داکار دومین شهر بزرگ سنگال می‌باشد. طوبی ۵۲۹٬۱۷۶ نفر جمعیت دارد و ۳۵ متر بالاتر از سطح دریا واقع شده‌است.